# Светлините на Агни Йога
Светлините на Агни Йога (на руски: Грани Агни Йоги; на английски: The Facets of Agni Yoga) са записките на руския философ, поет и писател Борис Абрамов, водени почти през целия му живот, от 1940 до 1972 г. Издадени са едва през 90-те години на XX век.

## История на записките
Основната работа на целия живот на Абрамов е съставянето на морални и философски записки, които развиват темите на преподаването на жива етика (Агни Йога) и отразяват практическия път на самоусъвършенстване, който той неотклонно следва до края на дните си. Началото на записките се отнася към 1940 г., последната дата е 5 септември 1972 г., денят на смъртта на Абрамов.
Елена Ивановна и Николай Рьорих са запознати с бележките на Абрамов, които той изпраща в Индия. В ответни писма Елена Рьорих многократно потвърждава техния духовен източник и идеологическа приемственост с Преподаването на жива етика (Агни йога). Тя призовава Абрамов да „запази тези перли“ и, без да се съмнява в собствените си сили, системно да продължава творческата си работа.
Борис „трябва да продължава да записва чувствата си и всичко, което чува. Основното нещо е да се придържате към систематичния и последователен характер на тези записи.“ (Писмо от 23 януари 1951 г.).
| „ | Скъпи мой Борис, отхвърли всички съмнения. Помнете, че докато сте обвързани с любов и преданост към Великия Образ [на Духовния Учител], никой и нищо не може да прекъсне тази връзка. Разбира се, разбирам със сърцето си колко много искате да чуете потвърждение на тази връзка и с радост три пъти потвърждавам това, което ми предавате като идващо от Висшия Източник. (...) Много бих искал да ви разкрием още редове с поговорки. Пазете тези перли и не се учудвайте, че това, което сте чули и родили в мозъка си, е близко до Учението, което получавате, иначе как можете да усвоите даденото? (Писмо от 28 декември 1954 г.) | “ |

Бележките на Абрамов, получили заглавието „Светлините на Агни Йога“ по време на първото издание (от 1993 г.), обясняват и задълбочават много философско-антропологични и морално-практически идеи на преподаването на живата етика (Агни Йога), съставляващи с него едно тяло от първични източници. Това отбелязват изследователи, изучаващи наследството на семейство Рьорих и техните последователи.
Характеризирайки накратко тази традиция на познанието, може да се проследи как от 1870-те години. (когато Елена Блаватска започва работата си върху теософските книги) – до 70-те години на миналия век. Предметът на една по същество единна доктрина стана по-конкретен и практичен. Ако „Тайната доктрина“ обхваща широк спектър от различни проблеми на онтологията, епистемологията, космогонията, антропогенезата, теорията за еволюцията на Земята и човечеството, многоизмерната природа на космоса и човека и т.н., то Учението за живата Етика се фокусира предимно върху философски и антропологични, социални и етични въпроси. От своя страна във „Върховате на Агни Йога“ основно внимание се обръща на темата за моралната трансформация на човек в проекцията на ежедневната житейска практика. Грани Агни Йоги“ е опитен наръчник и своеобразна енциклопедия за духовното и морално усъвършенстване на човешкото съзнание. Пътят на саморазвитието тук е най-важният източник на прогресивни промени в обществото и живота на Земята.
Концептуалният апарат, основните проблеми и подходи към тяхното разглеждане, образната структура на „Върховате на Агни Йога“ са подобни на книгите на Учението по Жива Етика. Що се отнася до стила на представяне на записите, при цялата им близост до книгите на Учението, той се отличава със своята оригиналност, присъща на Абрамов. Тъй като „Върховате на Агни Йога“ са развитието на основните „аспекти“, тоест идеите на Живата етика, естествено е преди да ги изучавате да се запознаете с Учението и с художествените, публицистичните и епистоларните. наследство на семейство Рьорих.
На въпроса как и къде се раждат образи и идеи в съзнанието, креативните хора дават различни обяснения. Някои казват, че самите те са родени във въображението, други усещат фино пристигането на тези образи отнякъде в космоса, трети черпят нови идеи от мечти и т.н., различни източници на творчество. Б. Н. Абрамов далеч не приписва заслугата за създаването на красиви, дълбоки идеи, които започва да записва. Той разбра, че тези идеи съществуват и съществуват в безграничното многоизмерно пространство, независимо от неговата личност, преди и извън него. Това проявява традицията за анонимност на знанието и истината като такива, подчертавайки тяхната универсална природа, която не може да бъде ничия собственост.
За потвърждение на разбирането си за източника на записите, Абрамов се обърна към Е. И. Рьорих. Тя отговаря твърдо и категорично, че записките са резултат от сътрудничеството му с духовния Учител, който е дал книгите за Живата етика и е един от Авторите на Тайната доктрина. Получената духовна и телепатична връзка свидетелства за тясната връзка между Б. Н. Абрамов и духовния Учител, която се развива през много минали съществувания на Абрамов. След напускането на Е. И. и Н. К. Рьорих от земния план той започва да получава и записва съобщения и от тях.
Авторитетът на Н. К. Рьорих и Е. И. Рьорих като хуманистични мислители дава основа за положително, доверчиво отношение към бележките на Б. Н. Абрамов. Освен това всеки ученик може чрез опита си от разбиране и приложение да оцени плодотворността и жизнеността на знанията, съдържащи се в тях.
В разглежданата традиция на познанието истинското творчество винаги е голяма вътрешна работа, изискваща постоянна дисциплина, самоконтрол, признаване на качеството на мислите, чувствата и сърдечно-волеви контрол върху тях. Хармонията и значимостта на творческите резултати са в пряка зависимост от духовността и дълбочината на съзнанието на техния създател.
Най-често Абрамов работи късно през нощта или рано сутрин, когато съзнанието е по-чувствително и изтънчено след нощен сън, не потапяно в делата и суматохата на ежедневието (пренаписва всичко чисто през деня). В същото време самият път на духовно развитие му поставя летвата по-високо – да поддържа тази чистота и възвишеност на мисленето през целия ден.
Така „Грани Агни Йоги“ са ценни не само за откриването на нови хоризонти на познанието, но и за описанието на индивидуалната духовна работа, която Абрамов не спира нито за минута. Пътят на устойчивото утвърждаване в действията на висшите ценности и съзнателното противопоставяне на всички по-ниски прояви на човешката природа лежи в основата на духовния аскетизъм или йога. В това съдържанието на Аспектите на Агни Йога е в съответствие с Учението за Жива Етика, което се основава на уникалния духовен опит на Елена Рьорих.
Малко от неговите приятели знаят за безкористната работа на Абрамов. Той не се стреми да разпространява своите записи, тъй като всяка мисионерска работа в областта на духовното познание е отхвърлена в традицията на Живата етика. Тези, които ги познават приживе, с малки изключения, ги приемат с дълбоко уважение и доверие.
Н. Д. Спирина характеризира самоотвержената работа на Абрамов в много статии:
| „ | Натрупаните записи е подвиг на живота. И ние, които знаехме за този подвиг, винаги се отнасяхме към тях с благоговение. ...Ние, които изучаваме книгите на Живата етика в продължение на много години, непрекъснато отбелязваме, че Летописите предоставят нови аспекти на разпоредбите на Учението, по-нататъшно развитие на неговия безграничен смисъл и смисъл. По този начин неговите произведения бяха и ценен инструмент за разбиране и изучаване на Живата етика. | “ |

| „ | ...Записите са незаменими като придружители на книгите по Жива етика. Те доближават книгите до нас. | “ |

Б. А. Данилов обясни връзката между аспектите на Агни йога и преподаването на жива етика по следния начин:
| „ | Б. Н. Абрамов „счита, че основата за наближаващата Нова епоха е Агни Йога и винаги си спомняше Думите... че Учението за Жива Етика е дадено на човечеството от хилядолетия“. Той „възприе я [информацията] като лъч, който осветява от всички страни дълбочината на мъдростта, дадена на човечеството за разширяване и растеж на съзнанието. Под този лъч Учението на Живата Етика, като скъпоценен камък, излага съставните си страни на своята Светлина“. | “ |

В книгите „Лица на Агни Йога“ има оценка на тези текстове от духовен Учител, където се отбелязва:
| „ | Тези записи са от особена стойност, тъй като е намерен тесен път, който води към живот. За тези, които идват след тях, те ще служат като източник на Светлина, показващ пътя. („Аспектите на Агни Йога“, 1961, 128). | “ |

| „ | Бъдещето ще изисква много сили и всички натрупани знания. Всичко ще е необходимо и всеки ред от Записите ще бъде безценен принос за изграждането на Новия свят. („Аспектите на Агни Йога“, 1967, 353). | “ |

## Основни идеи
През всички книги на „Светлините на Агни Йога“, както и Ученията за жива етика, като червена нишка минава ключовата тема за духовното и морално съвършенство. Развива се в контекста на онтологичните и философско-антропологичните представи за многоизмерността на битието и човека, безкрайността на живота и безсмъртието на човешкия дух като най-висша част от неговата многостепенна природа, цикличното съществуване на човека в земното и свръхземни светове. Духовното и морално съвършенство на човешкия микрокосмос, което е същевременно естествен път за неговото психофизическо и фино-енергийно усъвършенстване и преобразуване, се утвърждава като:
- основната посока на нейното развитие;
- едно от основните условия за опознаване на себе си и света;
- пътят на прогресивните промени в обществения и природния живот;
- житейска практика, която води човека към осъзнаването на неговата съдба като разумно същество.

„Светлините на Агни Йога“ описва принципите на развитието на човешкото съзнание, регулирането на неговите психически-психически функции и реакции, формулира правилата за вътрешна работа върху себе си, личните качества и творческия потенциал. Фокусът и посоката на житейските усилия на човек се измества от външния успех (богатство, кариера, слава и т.н.) и консуматорството към развитието на неговата вътрешна многоизмерна природа и социално сътрудничество. Нивото на духовните постижения се проявява ясно, първо, в степента на разбиране от човек на най-високите духовни ценности на Доброто, Красотата, Знанието и, второ, в това доколко ежедневието му отговаря на тези критерии.
„Светлините на Агни йога“ изследва широк спектър от значими житейски проблеми. Изброяваме някои от тях: методи и методи за самоусъвършенстване и подпомагане на хората, същността на творчеството и постоянното подобряване на качеството на работата, еволюционната неизбежност на житейските препятствия и силата на духа за преодоляването им, важността на сърцето като фокус на човешкия дух, същността на съня, интуицията и парапсихичните прояви, съотношението на сферата на чувствата и ума, насоките на научни изследвания в областта на изучаването на фино-енергийната природа на човека и света, стремеж към бъдещето и изграждане на световна общност и т.н. На страниците на книгата намираме подробен анализ на широк спектър от положителни морални, когнитивни и волеви качества на съзнанието, които човек трябва постепенно да овладее, а съответстващи им отрицателни свойства, които подлежат на контрол и постепенно премахване. Каква е същността на дадено качество, каква е неговата природа, от какви външно сходни прояви трябва да се разграничава, как да се развият положителни, „върхови“ добродетели и да се неутрализират действията на отрицателните (порочни) крайности, които им се противопоставят – тези и подобни въпросите се изучават подробно и от различни ъгли.
Много сложни идеи често са формулирани във „Фасетите на Агни Йога“ доста просторно, експресивно и афористично. Нека дадем някои от тези поучителни мисли, които напълно отразяват общата позиция на това Учение по отношение на темите, посочени по-долу.
Морално съвършенство.
„Успехът не се крие в това как се развива земният, външен живот, а в това как качествата на духа и огньовете, които се утвърждават от тях, растат вътре“ (1958, 815).
„Ежедневието е килим от постижения. Те искат светски подвизи, но подвигът на издигането на духа, извършван в ежедневния живот, е много по-труден, затова поздравяваме победителя от обикновения живот, който утвърди необичайността в него. (20.11.1960 г.)
Еволюцията на живота като борба с низшите и преодоляването му.
„Усъвършенстване, усъвършенстване и усъвършенстване във всичко – това е пътят на еволюцията на живота и постоянната, непрекъсната подмяна на старото с новото ...“ (1959, 121).
„Целият живот и цялото съществуване в крайна сметка е процес от цяла поредица от усилия, борби и преодоляване. Животът е нещо, което преодолява себе си. Няма живот без преодоляване. (1952, 461).
Безкрайно знание.
„... Човекът е пътешественик от безкрайното минало към безкрайното бъдеще или процес на постоянно разширяване и разгръщане на съзнанието. И тогава земното пребиваване се превръща в пътя към Безкрайността. ... Някой мечтае за еликсира на живота и безсмъртието, но този еликсир вече е намерен и името му е Знание, защото дава осъзнаване на живота, който няма нито край, нито начало. (1953, 417).
„Някои поставят богатството си във вещите, които притежават, други в земни блага, но мъдрите го поставят в знанието. Знанието е неотменно свойство на човека и освен това невидимо. Знанието е огромно и безгранично. (1953, 460).
Креативност, любов към работата и нейната ориентация към общото благо.
„Работата е най-високата благословия на живота. ... Трудът е венецът на живота. Най-високите ценности на духа се научават в труда. Работата е оправданието на живота. … Трудовата култура е новата задача на човечеството. ...Творчеството е космическата задача на човечеството и целта на неговото съществуване. Творчеството, творчеството, творчеството е великата съдба на човека. (1951, 49).
„Творчеството на духа е най-висшето щастие на човека.“ (1951, 241).
Стремеж към Висшето.
„В трудни условия човек търси изход, но е по-добре да го отреже. Лъчът на светлината винаги е над нас.“ (1953, 23).
„Висшите пътища са неизследими, но любовта и Висшият ще ви бъдат разкрити.“ (1955, 554).
Стремеж към бъдещето.
„Стремежът ще роди възможности. Следователно ключът към вратите на възможностите винаги е в нашите ръце.“ (1953, 35).
„Изграждайки бъдещето, утвърдено в настоящето, ние преодоляваме несъвършенството на живота.“ (1954, 386).
Стремеж към красота. Изкуството като начин на познание.
„Пътят към Светлината е пътят към Красотата.“ (1951 31).
„И така, нека утвърдим Красотата на Земята като отражение на Висшия свят.“ (1951 31).
„Колкото по-черна е тъмнината от Земята, толкова по-ярка е светлината от Светлината. И се втурнете към него ... ”(1956, 646).
Сърце и ум. (Неразвитият егоистичен ум е обозначен в аспектите на Агни Йога като разум и мозък).
„Не е добре, когато има борба между разума и сърцето. Те трябва да действат съвместно и в пълна хармония. Не е добре, когато двигателят и колелата работят неизправно. Не е ли защото има толкова много страдащи от сърдечни заболявания, че те се пренебрегват? (1966, 452).
„Никой няма да каже: безстрашен мозък или смел мозък, звучи смешно. Но те ще кажат: безстрашно или смело сърце. Това означава, че отвъд разсъжденията човек усеща, че смелост, смелост, смелост, стремеж са в сърцето и че сърцето гори с огъня на вдъхновението, но не и студения ум. ... Хората несъзнателно разбират много, но не си дават сметка.“ (1966, 453).
Нова наука.
„Науката отдавна е навлязла дълбоко в сферата на невидимото за окото и е разширила границите на материята и материалните явления. Ще отиде още по-далеч, защото пътищата на неговото развитие са безкрайни, и научно ще докаже експериментално съществуването на по-фини видове материя и енергия... Ще бъдат снимки на невидими лъчения на магнит, метали, растения, животни и хора. взета. ... Мисълта също ще бъде отпечатана на екрана. В училищата на бъдещето те ще се научат да мислят ясно и ясно, като проверяват яснотата и точността на менталните форми на специални екрани...
Патриотизъм. Сътрудничество между народите.
„Нашата родина е крепостта на Новия свят. Бъдещето ѝ е светло." (1970 473).
„... Лидерът – Новата страна [Русия] – е напред. За щастие помислете да се наричате неин син. Чрез него идва спасението на света. С голяма жертва, направена на цялото човечество, тя си спечели правото да ръководи планетата. Мнозина я следват и всички ще я последват.“ (1955, 362).

## Издаване
Б. Н. Абрамов прави бележки в тетрадки с обем 200 – 250 страници. Общият им брой е повече от петдесет. След смъртта му Н. И. Абрамова предава през 80-те години всички тетрадки и други материали на Борис Андреевич Данилов в Новосибирск. Той става техен пазител и първи издател.
При лична среща със С. Н. Рьорих, най-малкият син на великия художник, през 1989 г., Б. А. Данилов изяснява с него времето за публикуване на записките на Б. Н. Абрамов. С. Н. Рьорих потвърди, че Абрамов е бил ученик на баща му и е знаел за записките му от родителите си. С. Н. Рьорих посъветва да се намери възможността първо да се публикува наследството на Е. П. Блаватска, Учението за живата етика и писмата на Х. И. Рьорих, а след това ще дойде времето за публикуване на тези записи.
През същата 1989 г. Б. А. Данилов организира издателска кооперация „АЛГИМ“, където излизат всички книги, посочени от С. Н. Рьорих. Първото издание на записите под общото заглавие „The Facets of Agni Yoga“ започва през 1993 г. До 2017 г. са издадени повече от 25 тома. Заглавието на тези книги не е авторско, но адекватно предава нейната приемственост и съдържание. През 1997 г. Б. А. Данилов публикува за първи път подробен биографичен очерк за Б. Н. Абрамов „Носителят на новините“. В продължение на много години, чак до напускането си от земния живот, Борис Андреевич се занимава с подготовката на ръкописите на Б. Н. Абрамов за печат и тяхното публикуване и е участник в срещи и семинари, на които се обсъждат различни аспекти от биографията и творческото наследство на мислителя.
От средата на 1990 г. започва постепенното обществено и научно развитие на духовно-философското наследство на Б. Н. Абрамов.
В Новосибирск Сибирското Рьорихово дружество (SibRO) редовно провежда кръгли маси и вечери, на които Н. Д. Спирина споделя спомените си за своя духовен учител. От 1995 г. започва издаването на месечното списание „Восход“ (до 2004 г. – „На Восход“) и книги, където се публикуват материали, свързани с живота и дейността на Б. Н. Абрамов. През 1997 г. SibRO провежда конференция, посветена на 100-годишнината от рождението му. В същото време за първи път пред широка публика беше представена изложба с негови акварели, разположени в Дома на офицерите.
През 2007 г. се провежда юбилейната конференция „Земен и надземен подвиг“, организирана от СибРО, посветена на 110-годишнината на Б. Н. Абрамов. В Новосибирския музей на Николай Рьорих е открита изложба, която включва акварели и графики на Абрамов, лични вещи и фотографии. В края на юли 2017 г. в Музея се провежда тържествено събрание, посветено на 120-годишнината от рождението на мислителя, чиято кулминация е концерт на неговите вокални произведения. Стартира и голямата изложба „Голяма услуга“, която представя акварелни и графични творби на Б. Н. Абрамов, лични вещи и книги, снимки и копия на архивни документи.
От 1996 г. в област Тула информация за живота на Абрамов започва да се събира от местния историк депутат Чистякова (Щекино) и служители на Тулското дружество „Рьорих“. С подкрепата на администрацията на район Веневски през 1997 г. в местния краеведски музей е организирана първата експозиция, посветена на живота и делото на Б. Н. Абрамов, и е основан музейният фонд на семейство Абрамови.
През същата 1997 г. в град Венев, в навечерието на рождения ден на мислителя, се провежда „Ден на паметта“, посветен на 100-годишнината му. Това е началото на годишните „Веневски“ четения в негова памет, които през 2017 г. са преименувани на „Абрамовски“. Те се провеждат в почивен ден, най-близък до рождената дата на Б. Н. Абрамов. От 2011 г. Изследователският център на Тула Рьорих (TulRITS) става организатор на четенията. Абрамовските четения обединяват хора от различни краища на Русия и съседни страни. Те имат културен, образователен, изследователски характер.
През август – септември 1997 г. се провежда първата изложба, посветена на Б. Н. Абрамов, в Новокузнецк, в Централната градска библиотека на името на Николай Гогол.
От 2005 г. в Новокузнецк, с усилията на членовете на Новокузнецкото градско Рьорихово дружество (NGRO) и Международния съвет на организациите на Рьорих. С. Н. Рьорих, провеждат се четения в Кузбас в памет на Б. Н. Абрамов, издават се сборници от материали от Четенията и се работи за изучаване и по-нататъшно публикуване на неговите произведения. Първо, мястото на четенията е Централната градска библиотека. „Н. В. Гогол“, а след това, като се започне от пето четене, Сибирският държавен индустриален университет. Обществената инициатива е подкрепена от Б. А. Данилов, ръководител на издателство ALGIM (Новосибирск), който присъства на първите четения в Новокузнецк през 2005 г.
След смъртта на Б. А. Данилов, Н. Н. Величко, служител на NGRO, продължава да подготвя ръкописите на Абрамов.
От 2012 г. Международният съвет на организациите на Рьорих. С. Н. Рьорих заедно с Международния център на Рьорихите започват да провеждат всеки пет международни форума, посветени на наследството на Б. Н. Абрамов. През 2012 г. в Москва в Център-музей. Н. К. Рьорих и в град Венев се провежда обществено-научен форум „Пътищата на духа – пътищата на културата“, посветен на 115-годишнината от рождението на Б. Н. Абрамов. В рамките на този форум в Центъра-музей се състои обществено-научна конференция „Граните на философията на космическата реалност в живототворението на Б. Н. Абрамов“, материалите от която са публикувани в сборника „Пътища на духа – Пътищата на културата“. През 2017 г. Международният съвет на организациите на Рьорих. С. Н. Рьорих и Международният център на Рьорихите организираха международен обществен и научен форум, посветен на 120-годишнината на Б. Н. Абрамов. Едно от събитията му е конференцията „Да доближим учението до живота“: „Върховате на Агни йога“ по проблема за защита на ценностите на културата.
През 2015 г. Тулският изследователски център Рьорих подготви пътуваща философско-художествена изложба „Висшият път на духа: животът и творчеството на Б. Н. Абрамов“. На шестте щанда на изложбата са представени фотографии, репродукции на картини и акварели, поетични и философски текстове. Изложбата е изложена във филиала на Централната библиотека и в Дома на културата във Венев (август 2015 – февруари 2016), в Държавния музей-институт на семейство Рьорих в Санкт Петербург (октомври 2015), в Регионалния художествен музей Тула (февруари – март 2016) и се провежда паралелно в Руския дом за чужбина на името на Александър Солженицин в Москва (февруари – април 2016).
През 2017 г., като част от Юбилейните Абрамовски четения във Венев, се състои тържественото откриване на Музея на Б. Н. Абрамов, създаден с усилията на служители на две организации – SibRO и TulRITS, както и актуализирана Паметна плоча, посветена на Б. Н. Абрамов.
През 2018 – 2019 г. е разработен личен уебсайт на Б. Н. Абрамов, където философското и художественото му творчество е представено по много начини.